# Žireč (przystanek kolejowy)
Žireč – przystanek kolejowy w miejscowości Žireč, w kraju hradeckim, w Czechach. Znajduje się na wysokości 325 m n.p.m.
Jest zarządzany przez Správę železnic. Na przystanku nie ma możliwości zakupu biletów, a obsługa podróżnych odbywa się w pociągu.

## Linie kolejowe
- 030 Jaroměř - Liberec